# Bestansur

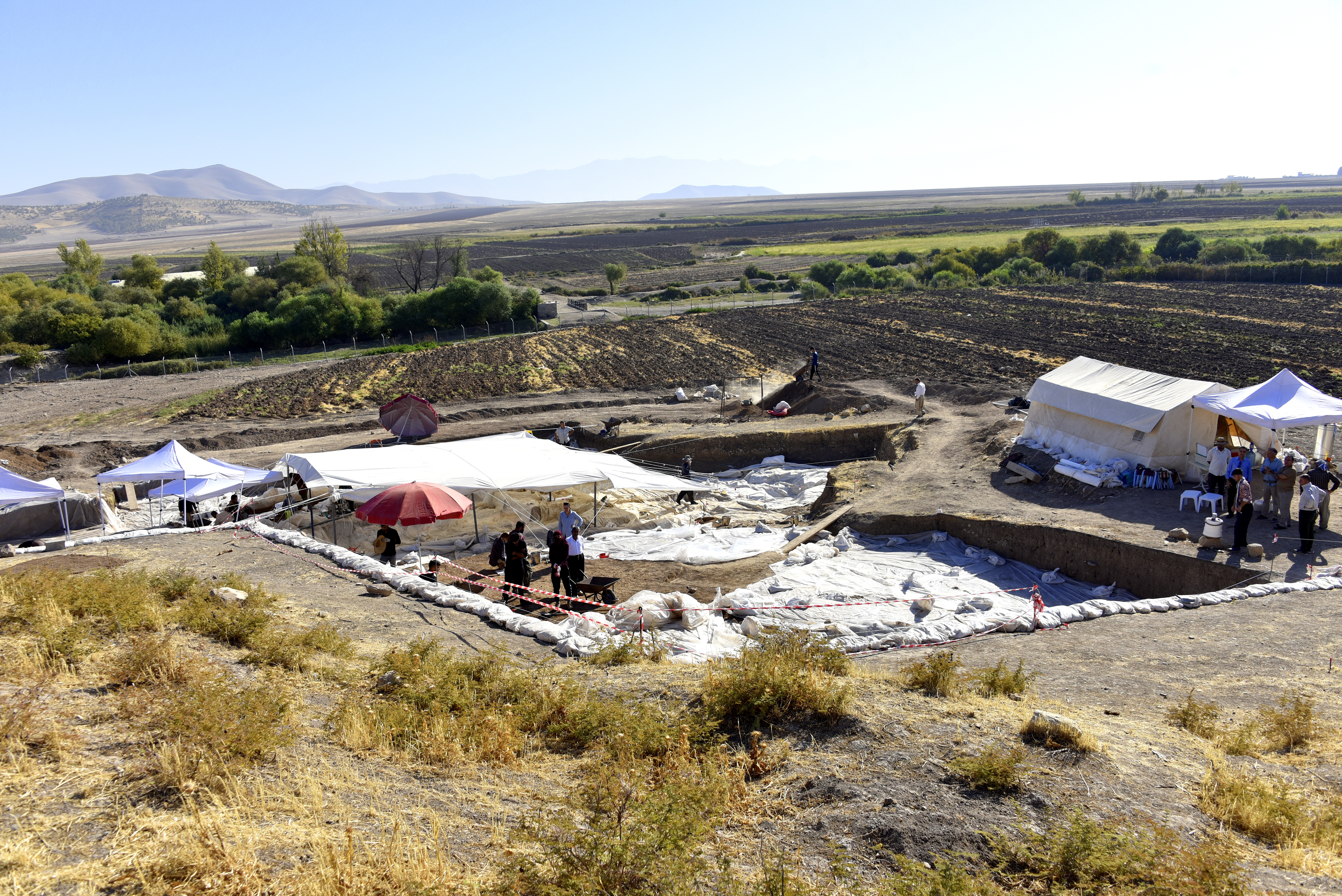
Bestansur im Oktober 2021.

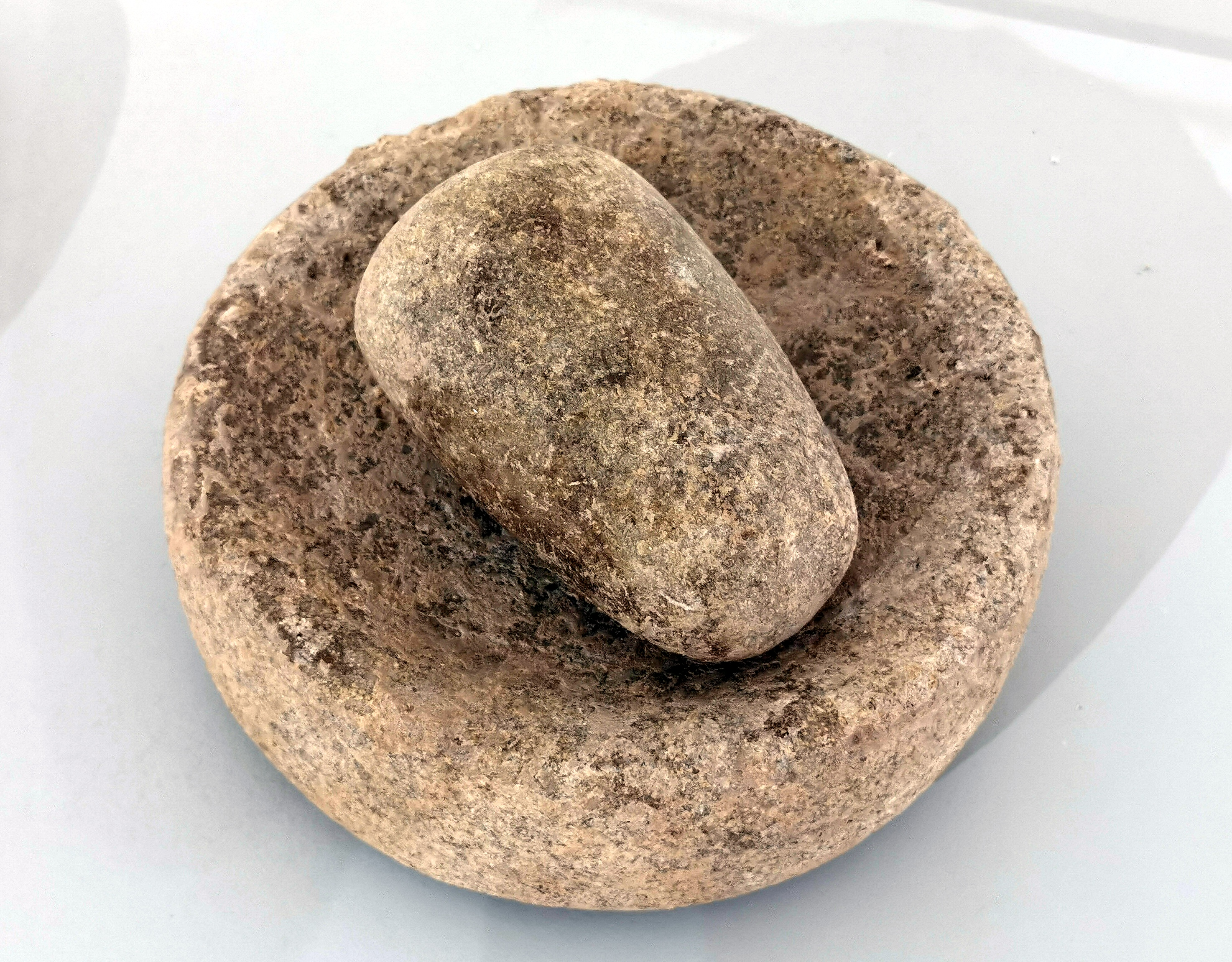
Stößel und Mörser, gefunden in einem Brennofen, 7800–7500 v. Chr.

Bestansur ist ein archäologischer Siedlungshügel in der Provinz as-Sulaimaniyya der Autonomen Region Kurdistan im Irak in den Ausläufern des westlichen Zagrosgebirge 30 km südöstlich von Sulaimaniyya. Es steht auf der vorläufigen Liste des UNESCO-Weltkulturerbes. Der Name leitet sich von dem nahe gelegenen modernen Dorf Bestansur ab, was kurdisch für Roter Garten steht.

## Der Standort und seine Umgebung
Bestansur liegt am linken Ufer des Tanjero-Flusses in der Nähe mehrerer anderer Quellen und Bäche in der Schahrizor-Ebene. Dies ist ein Gebiet, das im Laufe der Zeit dicht besiedelt war, wie die vielen Stätten belegen, die bei archäologischen Surveys erfasst wurden, darunter zum Beispiel die große Stätte von Yasintepe. Bestansur misst etwa 80–90 m im Durchmesser und ist 6 m hoch.

## Erforschung
Der Standort wurde vom irakischen Direktorat für Altertümer und vom Shahrizor Survey Project (wo Bestansur die Standortnummer SSP 6 erhielt) vermessen.  Ausgrabungen fanden in Bestansur seit 2012 durch die University of Reading und die University of British Columbia unter der gemeinsamen Leitung von Roger Matthews, Wendy Matthews und Kamal Rasheed Raheem statt. Oberflächenuntersuchungen haben Hinweise auf eine Ausbreitung neolithischer Artefakte, einschließlich Hornstein und Obsidian, ergeben. Testgräben wurden ausgehoben, um das Ausmaß der frühneolithischen Besiedlung festzustellen, von der angenommen wird, dass sie eine Fläche von 100 × 50 m umfasst. Eine Gradiometrie-Untersuchung hat Spuren aus der neuassyrischen Periode aufgezeichnet.

## Besiedlung
Die Besiedlung von Bestansur geht auf die frühe Jungsteinzeit zwischen 7600 und 7100 v. Chr., die neuassyrische und sassanidische Zeit zurück.
Die Häuser des Geländes bestanden aus Lehmziegeln und rechteckigen Gebäuden aus Stampflehm. Die Verwendung von Mörtel wurde auch nachgewiesen. Eine infrarot-mikrospektroskopische Untersuchung von Putzen und Pigmenten, die in Gebäude Nr. 8 entdeckt wurden, ergab Hinweise auf rote und schwarze Pigmente. Ein Gebäude mit großen Arkaden, Gebäude Nr. 5, enthielt einen großen Ofen. Nachweise für Aktivitäten, die in den Außenbereichen rund um die Gebäude stattfanden, umfassen Herde, Metzgereien und Abfälle aus der Steinbearbeitung. Auf dem Gelände wurden zahlreiche Bestattungen unter Fußböden entdeckt, darunter alleine 72 Personen unter dem Boden eines Einzelzimmers in Gebäude Nr. 5.
Die archäologische Oberflächenuntersuchung an der Stätte erfasste auch Keramikfragmente aus dem siebten oder frühen sechsten Jahrtausend v. Chr., basierend auf parallelen Funden aus anderen Stätten wie Tell Sabi Abyad, Tell Hassuna und Jarmo, genauer gesagt zwischen 6500 und 6200 Before Present. Ein interessantes Fragment hatte den Abdruck eines Textilnetzes, was es zu einem der frühesten Beweise für Textilabdrücke in Obermesopotamien macht. Die genaue Verwendung des Netzes konnte nicht festgestellt werden, aber eine primäre Funktion als Fischernetz wurde basierend auf der Größe der Netzmaschen und der Lage von Bestansur in einer sumpfigen Umgebung mit vielen Wasserressourcen vorgeschlagen. Fische sind auch auf bemalter Samarra-Waren und Halaf-Keramikgefäßen abgebildet, was darauf hinweist, dass Fisch in dieser Zeit eine wichtige Ressource gewesen sein muss.